# Nysa am Mäander
Koordinaten: 37° 54′ 6″ N, 28° 8′ 48″ O
Nysa am Mäander (altgriechisch Νύσα oder auch Νύσσα (f. sg.); lateinisch Nysa ad Maeandrum) ist eine antike Stadt in Karien (Kleinasien) an der Grenze zu Lydien und liegt etwa 30 km östlich von Aydın, etwa 2 km nordwestlich des heutigen Ortes Sultanhisar in der türkischen Provinz Aydın.
Nysa liegt am Nordrand der Ebene des Mäander, auf Vorhöhen des Gebirges Mesogis; das Stadtgebiet wird von einer Bachschlucht nord-südlich durchschnitten.

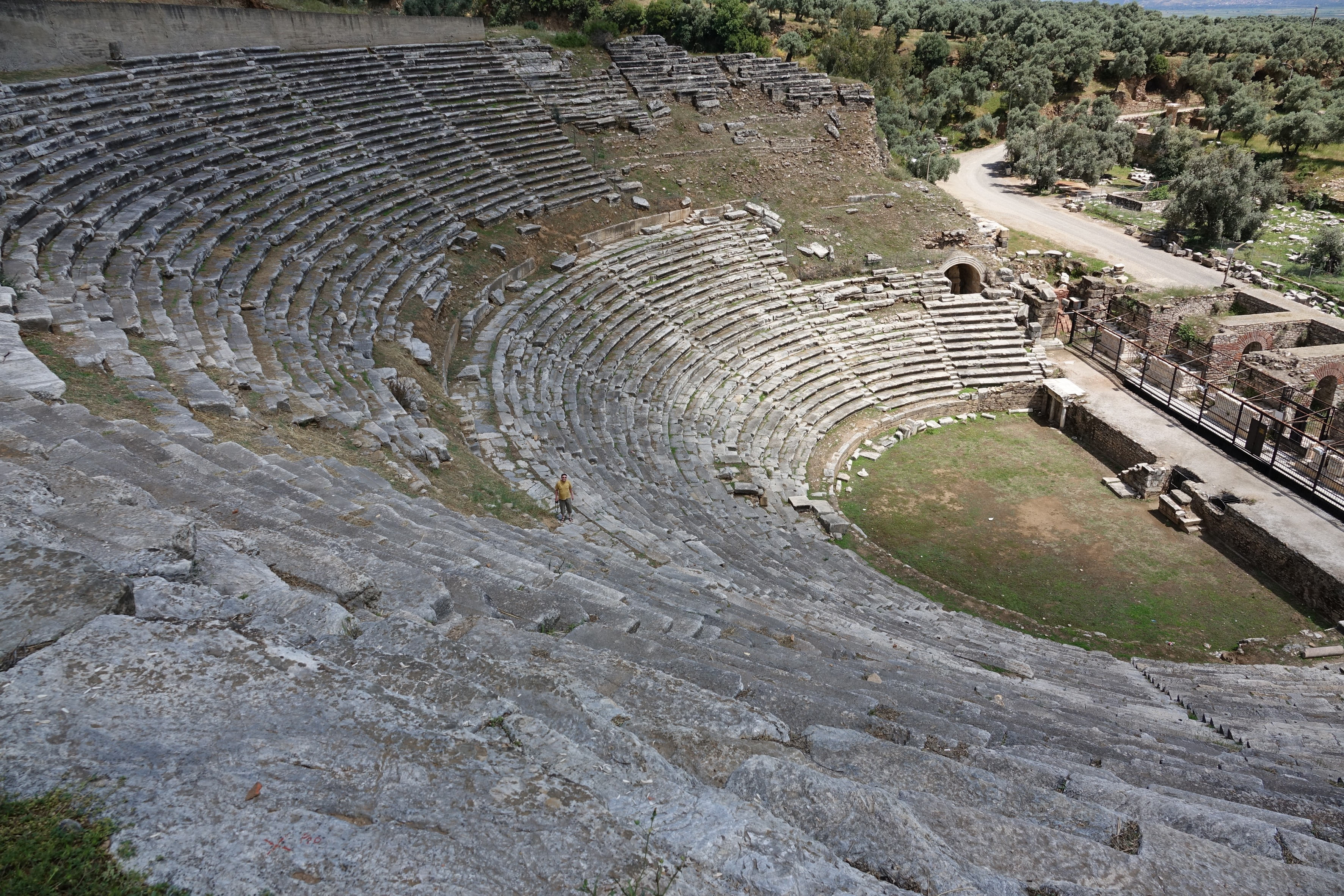
Theater mit Bühnenaufbau

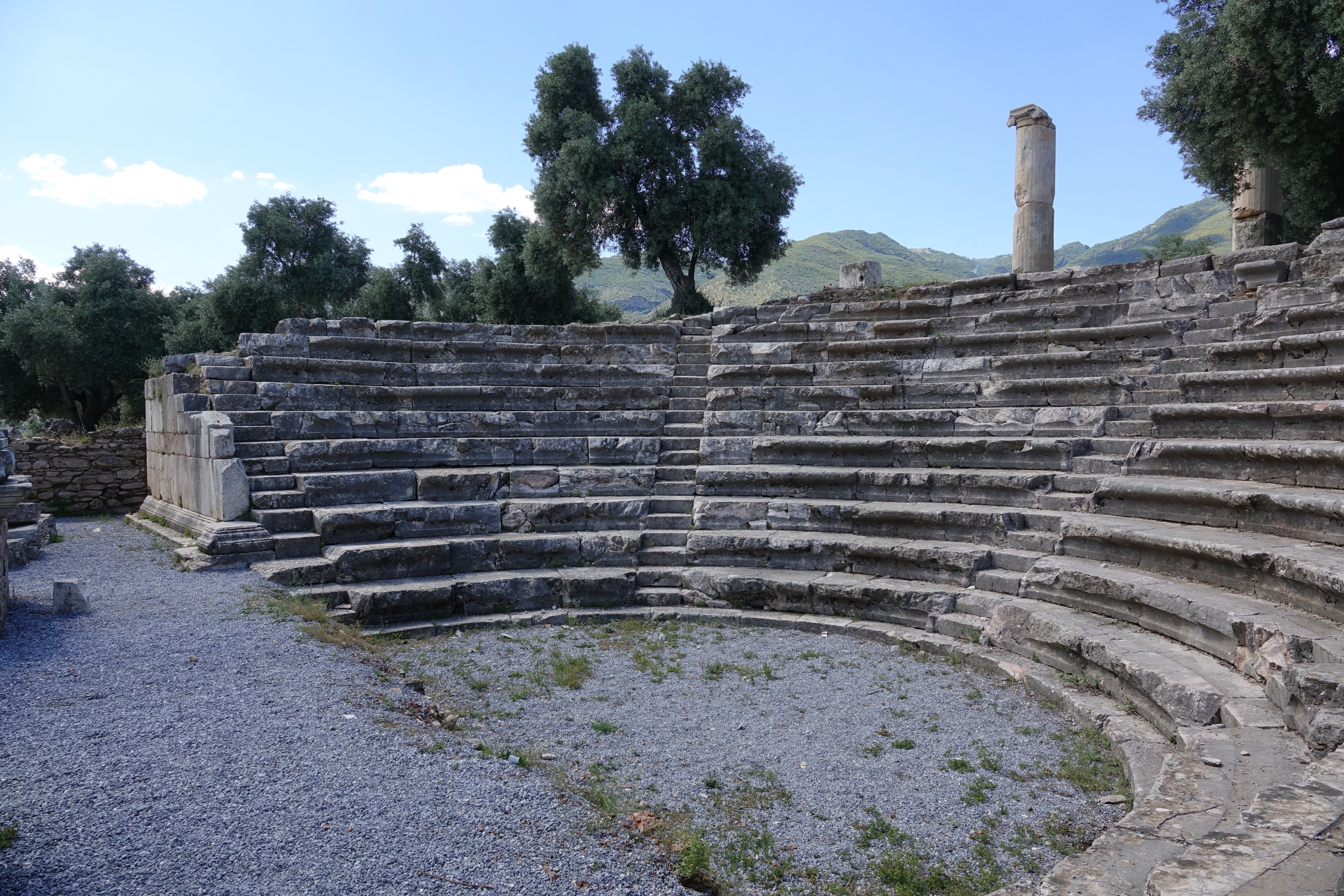
Das Buleuterion

## Geschichte
Der Name geht angeblich auf Nysa, eine ansonsten unbekannte Ehefrau Antiochos’ I., zurück oder kann eher auf Nysa, die Amme des Dionysos, zurückgeführt werden. Nysa galt im Altertum als einer der Orte, an denen Dionysos erzogen worden sein soll. Unklar ist, ob die Stadt durch Synoikismos des Ortes Athymbra mit den zwei Nachbarorten Athymbrada und Hydrela entstand. Seit dem 3. Jahrhundert v. Chr. war sie seleukidisch. Der Name Nysa wurde seit dem 2. Jahrhundert v. Chr. gebraucht.
In der Kaiserzeit war Nysa als Zentrum der Gelehrsamkeit bekannt, der Historiker Strabon wuchs hier um 50 v. Chr. auf. Aus Nysa kamen der Stoiker Apollonios und der Homerphilologe Menekrates. In der Spätantike war Nysa Bischofssitz in der Eparchia Asia.
Seinen Wohlstand in der Kaiserzeit verdankt Nysa dem 4 km westlich gelegenen Heiligtum des Pluton und der Kore in Acharaka mit berühmten Schwefelheilquellen.

## Archäologie
An archäologischen Resten ist besonders die Brücke von Nysa zu nennen, eine etwa 100 m lange Überbauung der tiefen Bachschlucht, die als Substruktion für den Theatervorplatz fungierte und als die zweitlängste ihrer Art in der Antike gilt. Das gut erhaltene antike Theater entstand in späthellenistisch-frühaugusteischer Zeit und wurde in zwei weiteren Bauphasen im 2. Jahrhundert n. Chr. erweitert. Die scenae frons ist mit Szenen aus der Kindheitsgeschichte des Dionysos geschmückt. Ferner haben sich ein Gerontikon (Buleuterion), ein Gymnasion, Thermen, die Agora sowie ein kaiserzeitliches Bibliotheksgebäude erhalten.

## Forschungsgeschichte
In den Jahren 1907 und 1909 fanden erste archäologische Untersuchungen durch den pensionierten preußischen Offizier Walther von Diest (1851–1932) statt, Grabungen führte dabei 1909 Heinz Pringsheim durch. In den 1960er Jahren fanden Ausgrabungen des Museums von Izmir am Theater und im Buleuterion statt, 1982 bis 1988 durch das Museum von Aydın im Theater. Seit 1990 grub in Nysa ein Team der Universität Ankara, bis 2010 unter Leitung von Vedat İdil. Von 2002 bis 2006 wurde die Bibliothek von Archäologen der Universität Freiburg unter Leitung von Volker Michael Strocka ausgegraben. 2012 bis 2016 setzte das Museum von Aydın die Grabungen fort, seit 2017 stehen die Ausgrabungen unter Leitung von Serdar Hakan Öztaner von der Universität Ankara.